# 草原老鹳草
草地老鹳草（学名：Geranium pratense）是牻牛儿苗科老鹳草属的植物。分布在欧洲、内蒙古、西伯利亚、中亚山地以及中国大陆的内蒙古、东北、山西、西藏、西北、四川等地，生长于海拔390米至4,000米的地区，一般生长在山地草甸或亚高山草甸。

## 异名
- Geranium affine Ledeb.
- Geranium pratense L. var. affine (Ledeb.) Keng et L. Z. Shae
- Geranium transbaicalicum Serg.